# Pangermanismo

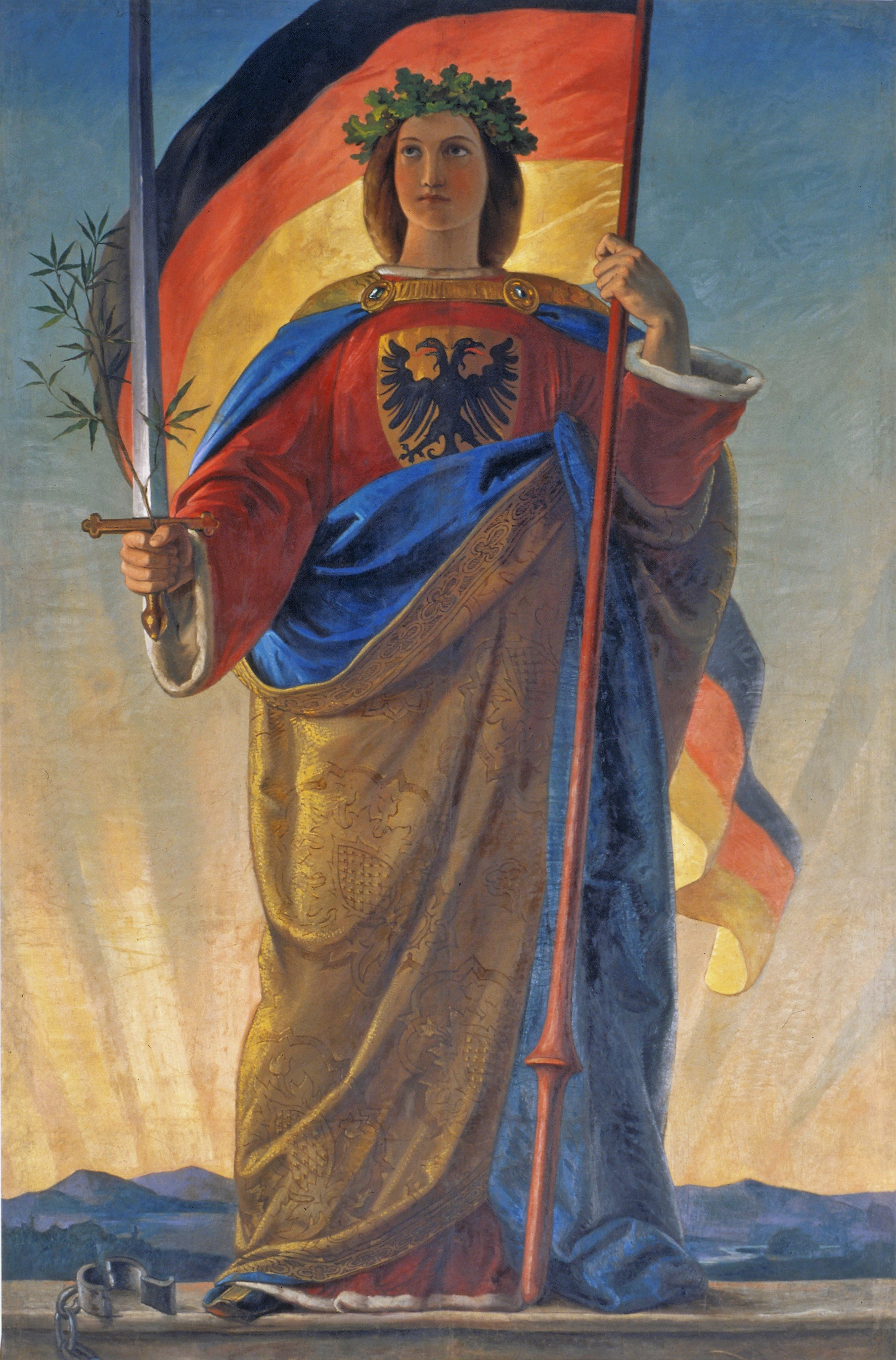
Germania
Por Philipp Veit, 1848
Germanisches Nationalmuseum

O pangermanismo (em alemão Pangermanismus ou Alldeutsche Bewegung) foi um movimento político nacionalista do século XIX que defendia a união dos povos germânicos da Europa Central.

## Contexto histórico
Essa ideologia ganhou grande força com o sentimento nacionalista alemão, e logo depois com a unificação da Alemanha no Império Alemão liderado pelo Reino da Prússia.
No Império Austro-Húngaro e no Reino da Prússia o sentimento pangermânico se expandiu para os alemães do leste europeu afetando minorias alemãs, em grande parte judeus alemães. Os germânicos sofriam discriminações nos países vizinhos como nas regiões tcheco-eslovacas (Boêmia, Morávia, Eslováquia, Baixa Silésia, Transilvânia), Rússia, Polônia Central e Oriental, Países Bálticos (Lituânia, Letônia e Estônia), Itália (Tirol Meridional).